# Rutenbeck (Wupper)
Die Rutenbeck (häufige Schreibweise auch Ruthenbeck) ist ein 2,358 Kilometer langer Bach und ein linker Zufluss der Wupper im Wuppertaler Stadtteil Cronenberg. Für den Namen des Fließgewässers wird auch häufig die Tautologie Rutenbecker Bach verwendet (Beck ist das niederdeutsche Wort für Bach). Sie ist eine der größeren Bäche des Staatsforstes Burgholz.

## Etymologie
Der etymologische Ursprung ist nicht ganz geklärt. Nach einer Deutung kommt der Name von „Rute“, was Raute (Staudenpflanze, lateinisch ruta) entspricht. Nach einer anderen Deutung kommt „Rute“ vom mittelhochdeutschen Wort „ruzen“ (= rauschen).

## Topografie
Der Bach entspringt auf rund 300 Meter Höhe Normalnull westlich des Cronenberger Ortsteils Küllenhahn bei der alten Fachwerkhofschaft Obere Rutenbeck. Er fließt zunächst westlich, bekommt nach rund 130 Metern Zulauf von einem 85 Meter langen namenlosen Gewässer und wendet sich in nun nordwestlicher Richtung. 300 Meter weiter wird der Bach von der ehemaligen Bahntrasse der Burgholzbahn (genannt auch „Cronenberger Samba“) unterbrochen – die Trasse wird verrohrt unterquert und der Bachlauf setzt sich in nördlicher Richtung fort.
Rund 670 Meter ab Quelle erhält der Rutenbeck am Alten Grenzstein zwischen Cronenberg und Elberfeld von links Zulauf von dem 428 Meter langen Honigstaler Bach und wendet sich in westlicher Richtung. Nach weiteren 300 Metern ist die Trasse der Landesstraße 418 erreicht, von der kurz zuvor die Landesstraße 70 abzweigt und durch den Kiesbergtunnel nach dem Elberfelder Ortsteil Arrenberg führt. Die Landesstraße 418, die die Rutenbeck unterquert, führt kurz darauf in den Burgholztunnel nach Küllenhahn zu den Südhöhen.

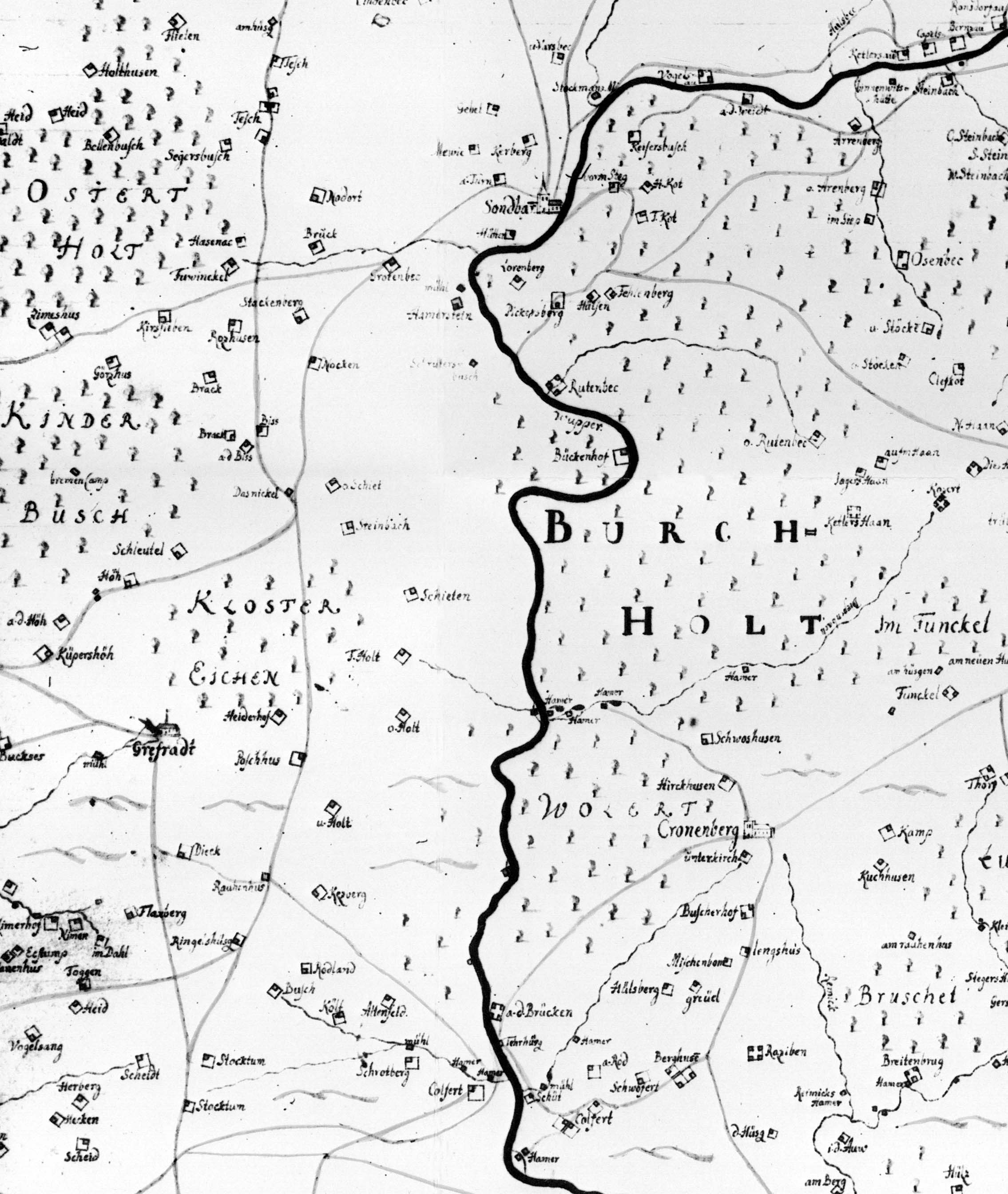
Karte „Topographia Ducatus Montani“ des Burgholz (1715)

Die Rutenbeck läuft entlang der Landesstraße 418 durch ein Tal, bis nach rund 2,1 Kilometer nach der Quelle das Tal der Wupper erreicht ist. Hier wird noch die Landesstraße 74, die nach Solingen über Kohlfurtherbrücke führt, unterquert. Kurz dahinter erhält der Bach von links Zufluss von dem 513 Meter langen Kleine Meersiepen und mündet bei dem Ortsteil Untere Rutenbeck, der als Rutenbeck bekannt ist, in rund 150 Meter Höhe Normalnull in die Wupper.
Hier, wenige Meter flussabwärts in östlicher Richtung befindet sich die werkseigene Kläranlage Rutenbeck, die lange Zeit von der Bayer AG allein betrieben wurde. Zunächst wurde von der Geschäftsleitung überlegt, sie ganz dem Wupperverband, der von der Stadt Wuppertal mitgetragen wird, zu übertragen. Die Kläranlage Rutenbeck liegt genau gegenüber auf der anderen Flussseite, wo der Wupperverband die Kläranlage Buchenhofen betreibt. Nun wird die Kläranlage Rutenbeck von der Bayer HealthCare zusammen mit dem Wupperverband gemeinsam betrieben.
| Zuläufe und Bauwerke \| Rutenbeck \| Rutenbeck \| Rutenbeck \| \| --------------------- \| --------- \| -------------------- \| \| Legende \| \| \| \| Wuppertal \| \| Wuppertal \| \| \| \| \| \| \| \| Regenrückhaltebecken \| \| \| \| Zulauf \| \| \| \| \| \| \| \| \| \| ehem. Burgholzbahn \| \| \| \| \| \| \| \| Honigstaler Bach \| \| \| \| Portal Burgholztunnel \| \| \| \| \| \| Landesstraße L418 \| \| Portal Kiesbergtunnel \| \| \| \| \| \| \| \| \| \| \| \| \| \| \| \| \| \| Teich \| \| \| \| \| \| \| \| \| \| \| \| Landesstraße L74 \| \| \| \| Kleine Meersiepen \| \| \| \| \| \| \| \| \| \| Wupper \| \| \| |  |                      |
| Rutenbeck |  |                      |
| Legende |  |                      |
| Wuppertal |  | Wuppertal            |
| |  |                      |
| |  | Regenrückhaltebecken |
| |  | Zulauf               |
| |  |                      |
| |  |                      |
| ehem. Burgholzbahn |  |                      |
| |  |                      |
| Honigstaler Bach |  |                      |
| Portal Burgholztunnel |  |                      |
| |  | Landesstraße L418    |
| Portal Kiesbergtunnel |  |                      |
| |  |                      |
| |  |                      |
| |  |                      |
| |  | Teich                |
| |  |                      |
| |  |                      |
| |  | Landesstraße L74     |
| |  | Kleine Meersiepen    |
| |  |                      |
| |  |                      |
| Wupper |  |                      |

## Geschichte
Die Hofschaften Obere Rutenbeck und Untere Rutenbeck stammen aus der Zeit um 1700 und sind auf der 1715 erstellten Karte Topographia Ducatus Montani von Erich Philipp Ploennies als „Rutenbec“ erwähnt. Sie gehen auf ein Gut zurück, das 1513 erstmals erwähnt wurde.